# 아시아매미나방
아시아매미나방(학명:  Lymantria dispar asiatica 리만트리아 디스파르 아시아티카[*])은 매미나방의 아종 중 동아시아 권역에 사는 곤충으로, 해외에서는 과거 아시아집시나방(AGM)으로 불렀다. 모습은 흡사 유럽매미나방과 닮았지만, 암컷 성충은 비행이 가능하다는 차이가 있다. 교목과 관목, 초본식물 등 500 여 종을 기주로 삼아 해충으로 분류되어 있다.

## 명칭
아시아매미나방은 아시아집시나방, 감벌레(persimmon caterpillar), 감총생나방(persimmon tussock moth) 등의 몇 가지 이름을 달고 있다.:23
USDA의 동식물위생검사서비스(APHIS)에서는 이 나방의 여러 명칭들을 통일해 ‘리만트리아나방’(Lymantria moth)으로 교체했다. APHIS에서는 ‘아시아집시나방’이라 불리는 나방들(Lymantria dispar asiatica, L. dispar japonica, L. albescens, L. postalba, and L. umbrosa)의 이름을 ‘비행 가능한 매미나방류’(flighted spongy moth complex)로 한데 묶었다.

### 분류
아시아매미나방은 원래부터 매미나방의 아종으로 기재되었다(Vnukovskij, 1926).:29 2004년에는 쉰틀마이스터에 의해 유럽매미나방의 이명으로 처리되었다.:29 아시아매미나방은 매미나방의 아종으로 취급된다.:29
아시아매미나방은 매미나방과 함께 매미나방과에서 밤나방, 그리고 태극나방과로 이동하는 재분류를 겪었다.

## 분포범위

### 아시아권
아시아 온대권 도처에서 발견된다.:25 보통 러시아 극동부 위와 우랄산맥 동쪽, 중국과 대한민국 대다수 지역에 분포한다.:25 인도의 히말라야산맥 남부에서는 발견되지 않는다.:25

### 북미권
아시아매미나방은 1991년 후반에 북아메리카에서 발견되기 시작했다. 캐나다의 경우, 브리티시컬럼비아주에서 최초 발견되었다. 미국의 경우, 워싱턴주 및 오레건주 북서부 태평양면에서 발견되었다. 알집이 배에 부착되어 러시아에서 넘어와, 알에서 부화한 애벌레가 해안가로 날아간 것으로 추정된다. 이 전파는 근절되었다. 1997년 워싱턴주에서 발생했으며, 2000년 오레건주에서도 나타났다. 이러한 발생은 2005년 이후로는 근절된 것으로 보고되었다.
1997년 노스캐롤라이나주에서도 발생했으며, 독일에서 넘어온 운송 화물 컨테이너에서 전파된 것으로 보인다. 이 발생도 이후 근절되었다. 2021년 즈음 워싱턴주 소재 농업부에서는 Btk(Bacillus thuringiensis kurstaki) 독소를 활용한 방제를 사용해 아시아 및 유럽매미나방의 정착을 방지해 근절시키려 다시 시도 중에 있다.

## 생활환
아시아매미나방은 알, 유충, 번데기, 성충 단계를 거친다.

### 성충
성충 암컷은 거무잡잡하면서도 유백색을 띠며, 앞날개를 가로지으는 검은 띠가 있다.:24 뒷날개는 백색이다.:24 암컷의 몸은 통통하며 털이 빽빽하게 덮고 있고, 더듬이는 암갈색에 실 모양이다.:24
성충 수컷은 암컷보다 작으며, 앞날개를 가로지으는 검은 띠가 있고 암갈색을 띤다.:24 뒷날개의 경우 갈색이며 초승달 모양의 둥근 반점이 있기도 하다.:24 머리의 앞쪽 끝과 더듬이 병절은 연갈색이다. 더듬이는 연갈색이며 깃털 모양이다.:24
성충은 먹이를 먹을 수가 없다. 성충은 짝짓기 및 산란만 가능하다. 성충은 우화 후 1주에서 3주 내로 죽는다.

### 알

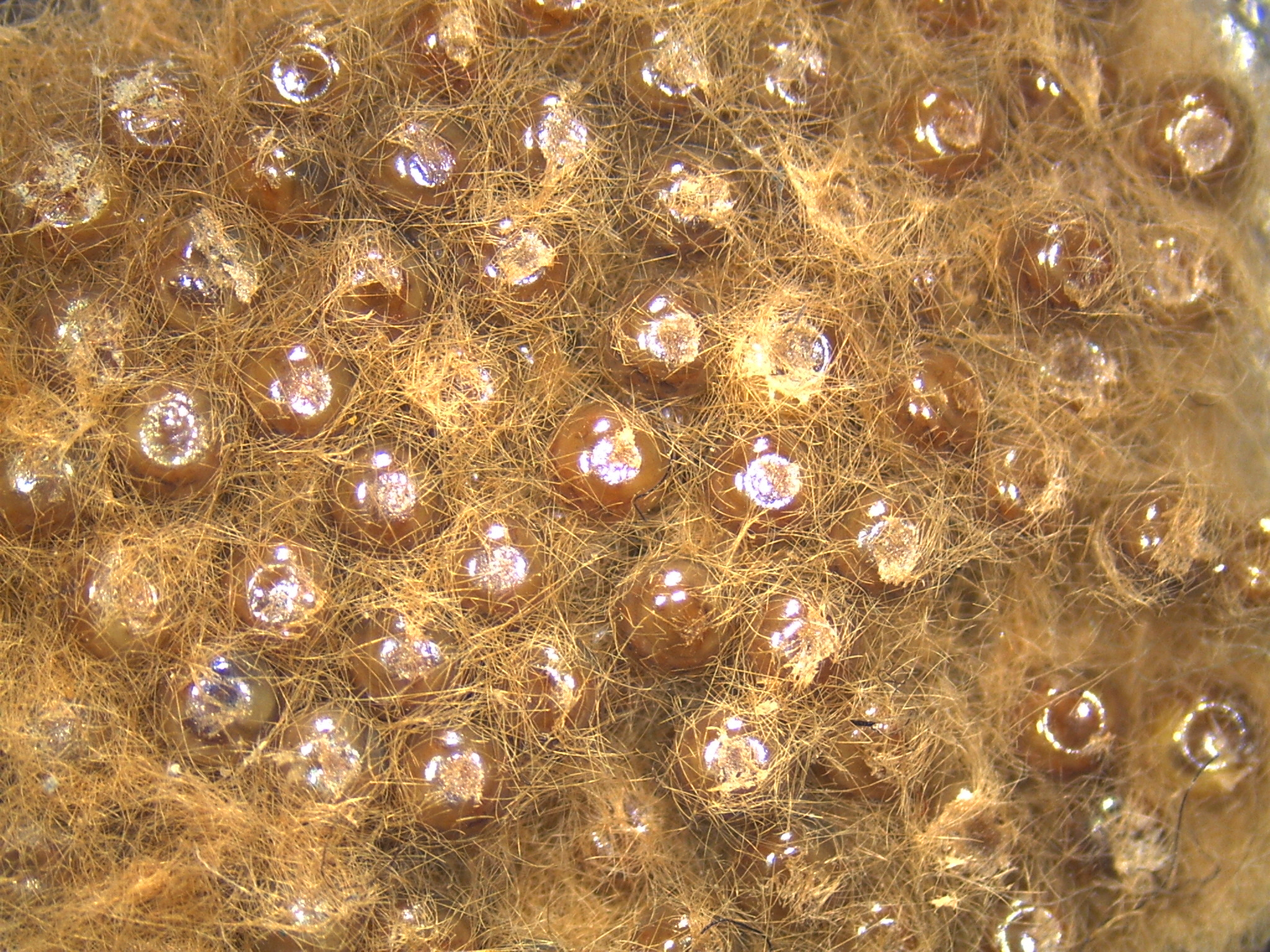
알집을 확대한 모습

알집은 10센트 동전 한개 정도의 크기이다. 알 상태로 월동한다. 애벌레는 이듬해 봄에 부화한다.

#### 알 배치
중국과 대한민국에서는 아시아매미나방이 커다란 소나무의 가지 수피 아랫면에 알집을 산란한다.:26 러시아와 몽골에서는 바위 노두면이나 바위 아래의 흙바닥에 산란한다.:24 다른 알집 또는 전해의 알집 잔여물 위에 알집을 두기도 한다.:24 러시아 동부에서는, 아시아매미나방이 활엽수 나뭇잎의 뒷면에 알집을 낳아두기도 한다.:24 잎이 떨어지면 알은 눈에 덮이게 되어 저온에 대한 단열효과를 받게된다.:24

### 애벌레
다 자란 애벌레는 몸길이가 50~55mm이며, 몸의 바탕색은 회색이고, 양 옆으로 불규칙한 백색 무늬가 얼룩 져 있다.:24 황색 또는 검정색을 띠기도 한다.
애벌레가 부화하면 날아가서 흩어진다.:27 애벌레는 견사를 뽑아내고 거기에 매달려서 자신을 적당한 기주로 날려보낼 바람을 기다린다.:27 중앙아시아에서는, 부화유충이 솟은 곳에 올라서서 비행을 시도한다.:27 몽골에서는 바위 표면이나 소나무로 바람을 타고 날아가 흩어진다.:27 비행 가능한 거리는 다양해서 수 백 미터 내지는 조건만 맞으면 수 킬로미터 이상 날아가기도 한다.:27 중국과 대한민국에서는 유충이 먹이가 될 적당한 기주로 흩어지나, 성충은 매 년 반복되는 산란을 위해 커다란 소나무로 다시 날아간다.:27

### 번데기
애벌레는 6월 또는 7월에 번데기가 된다. 10~14일 후에 성충이 우화한다.

## 전파를 방지하기 위한 노력

### 운송 수단

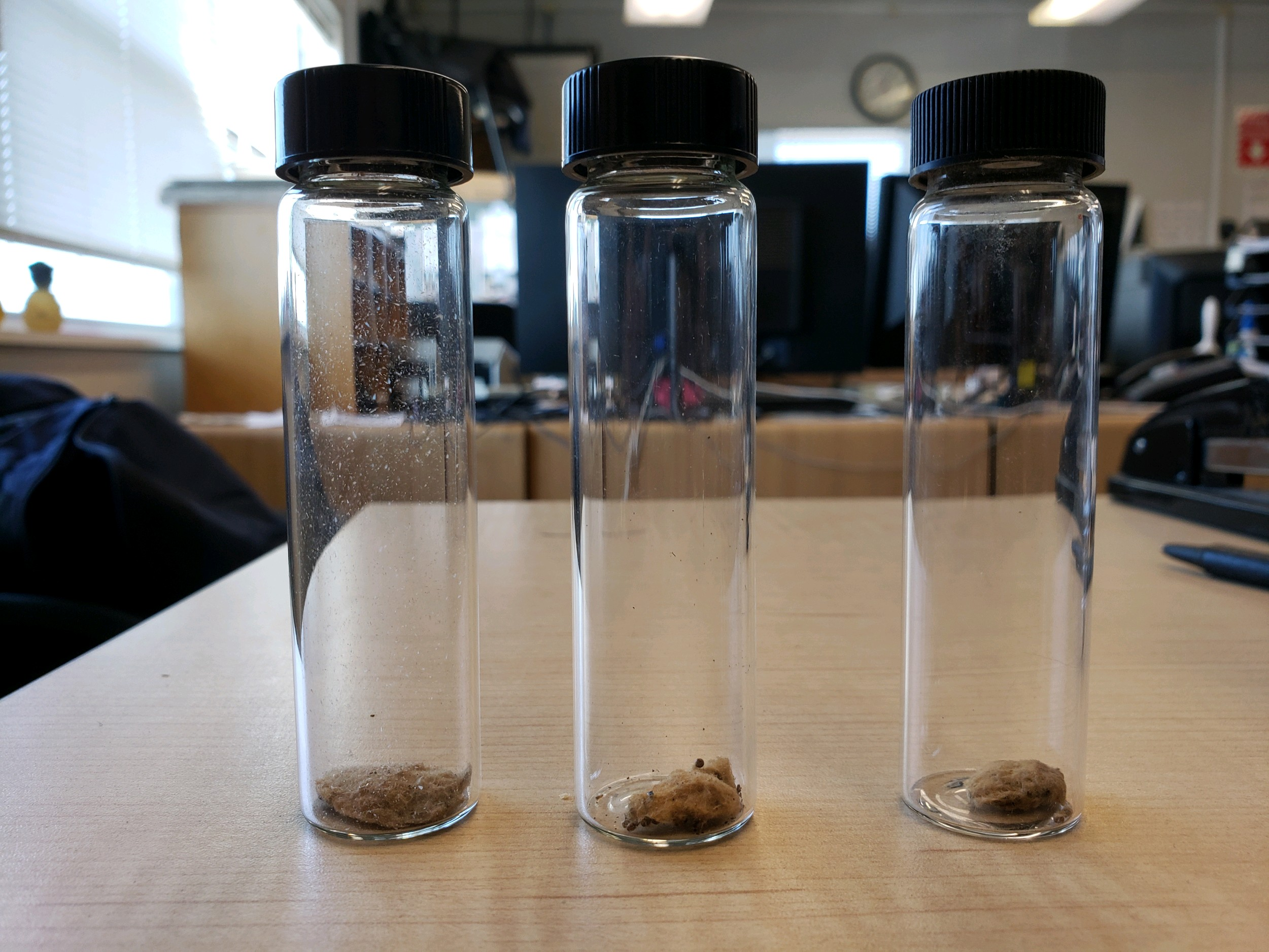
2019년 상업선박에서 발견된 알집.

방제법은 다양하나 (미국의 경우) 러시아 극동부, 일본, 한국, 중국 북부에서 활동하는 모든 선박을 검사를 받는 것이 가장 좋다. 모든 운송 수단에 알집이 안팎으로 있을 가능성이 있다. 2012년 8월 즈음, 태평양면 선박에서는 저지를 한 적이 있는 반면, 대서양면 선박의 경우 그런 적이 없다.

## 내용주
1. ↑  2021년 7월, 미국 곤충학회에서 곤충이름목록 및 관련 기관 목록에서 집시나방의 이름을 제거하였고, 새로운 이름을 사회 내 의견에서 찾기로 했다.[3]

1. 1 2 3  “details”. 《Texas Invasive Species Institute》. Lamar University | Sul Ross State University | Texas State University, San Marcos. 2022년 8월 4일에 확인함.
2. 1 2  “Asian Spongy Moth”. 《Washington State Department of Agriculture》. 2022년 8월 4일에 확인함.
3. ↑  “Bug experts seeking new name for destructive gypsy moths”. 《king5.com》. 2021년 7월 9일. 2021년 7월 10일에 확인함.
4. 1 2 3 4 5 6 7 8 9 10 11 12 13 14 15 16 17 18 19 20 21 22 23 24 25  Pogue, Michael. “A review of selected species of Lymantria Huber [1819]” (PDF). Forest Health Technology Enterprise Team. 2012년 9월 14일에 확인함.
5. ↑  https://www.aphis.usda.gov/aphis/resources/pests-diseases/hungry-pests/the-threat/asian-gypsy-moth/asian-gypsy-moth
6. ↑  Zhari;  외. (January 2012). “Molecular phylogenetics of Erebidae (Lepidoptera, Noctuoidea)”. 《Systematic Entomology》 37: 102–124. doi:10.1111/j.1365-3113.2011.00607.x. S2CID 84249695.
7. 1 2 3 4 5 6 7 8 9 10 11 12 13 14 15 16  “Asian Gypsy Moth” (PDF). APHIS. 2012년 9월 17일에 확인함.
8. ↑  Featherstone, Charles H. (2021년 1월 6일). “WSDA prepares assault on gypsy moth lairs”. 《Basin Business Journal - Central Washington's Farm News》. 2021년 1월 13일에 확인함.
9. 1 2  “LP Briefing - Asian Gypsy Moth - June 2012”. 2012년 9월 17일에 확인함.[깨진 링크]
10. ↑  “80 ships in Maritimes inspected for invasive moth”. 2012년 9월 17일에 확인함.